# إيرين وايت
إيرين وايت (بالإنجليزية: Erin White)‏ هي لاعبة كرة لينة أمريكية، ولدت في 27 أكتوبر 1977 في فانكوفر في كندا.

## وصلات خارجية
- إيرين وايت على موقع أوليمبيديا (الإنجليزية)